# Calliscelio perpulcher
Calliscelio perpulcher är en stekelart som först beskrevs av Alan Parkhurst Dodd 1915.  Calliscelio perpulcher ingår i släktet Calliscelio och familjen Scelionidae. Inga underarter finns listade.